# Château de Durban
Ne pas confondre avec le château Saint-Barthélémy, à Durban-sur-Arize en Ariège et inscrit en 1992
Le château des seigneurs du Durban est un château du XIe siècle situé à Durban-Corbières, dans le département de l'Aude, en France.

## Localisation
Accessible par la rue du Fort, le château surplombe le village et la vallée de la Berre où passe le sentier cathare (GR 367).

## Historique
Construit au onzième siècle et mentionné pour la première fois en 1018, le château était lié au mouvement cathare[réf. nécessaire] et la résidence de la famille des seigneurs de Durban pendant plus de 600 ans.
Il est inscrit au titre des monuments historiques par arrêté du 28 avril 1926.

Le château et ses abords sont inscrits au titre des sites naturels depuis 1942.

## Description
Le château est en l'état de ruines cristallisées.

## Valorisation du patrimoine
Le Comité de Sauvegarde du Vieux Durban veille sur le château et organise des événements.